# Делрой Ліндо
Делрой Джордж Ліндо (англ. Delroy George Lindo; нар.18 листопада 1952) — англо-американський актор і театральний режисер. Найбільше відомий за ролями у фільмах «Викрасти за 60 секунд», «Знайти коротуна», «Протистояння», «Відчуваючи Міннесоту», «Ромео повинен померти» та «Грабіж».

## Біографія
Ліндо народився в Лондоні в сім'ї емігрантів з Ямайки. Його мати була медсестрою, батько не мав постійного місця роботи. Будучи підлітком, він з матір'ю переїхав до Торонто (Канада). Коли йому було шістнадцять, вони переїхали до Сан-Франциско .
Ліндо дебютував у кіно у 1976 році у британському фільмі «Знайти дівчину». Потім у нього була ще роль у фільмі «Нові американські графіті» (1979). Після цього протягом 10 років він не знімався у кіно та присвятив себе роботі в театрі. У 1982 році він дебютував на Бродвеї у п'єсі Master Harold and the Boys. У 1988 році він номінувався на премію «Тоні». У 1990 році Ліндо знявся в науково-фантастичному бойовику «Кров героїв», а в 1994 році в драмі «Круклін».

## Фільмографія

### Фільми
| Рік  |    | Українська назва          | Оригінальна назва         | Роль                     |
| ---- | -- | ------------------------- | ------------------------- | ------------------------ |
| 1976 | ф  | Знайти дівчину            | Find the Lady             | Сем                      |
| 1979 | ф  | Нові американські графіті | More American Graffiti    | сержант                  |
| 1990 | ф  | Кров героїв               | The Blood of Heroes       | Мбулу                    |
| 1990 | ф  | Місячні гори              | Mountains of the Moon     | Мабрукі                  |
| 1990 | ф  | Світлий ангел             | Bright Angel              | Гарлі                    |
| 1991 | ф  | Напролом                  | The Hard Way              | капітан Брікс            |
| 1992 | ф  | Малколм Ікс               | Malcolm X                 | West Indian Archie       |
| 1993 | ф  | За кров платять кров'ю    | Blood In Blood Out        | Бонафайд                 |
| 1993 | ф  | Містер Джонс              | Mr. Jones                 | Говард                   |
| 1994 | ф  | Круклін                   | Crooklyn                  | Вуді Кармайкл            |
| 1995 | ф  | Годинники                 | Clockers                  | Родні Літтл              |
| 1995 | ф  | Конго                     | Congo                     | капітан Ванта            |
| 1995 | ф  | Знайти коротуна           | Get Shorty                | Бо Катлетт               |
| 1996 | ф  | Викуп                     | Ransom                    | агент Лонні Говкінс      |
| 1996 | ф  | Зламана стріла            | Broken Arrow              | полковник Макс Вілкінс   |
| 1996 | ф  | Відчуваючи Міннесоту      | Feeling Minnesota         | Ред                      |
| 1997 | ф  | Життя гірше за звичайне   | A Life Less Ordinary      | Джексон                  |
| 1997 | ф  | Адвокат Диявола           | The Devil’s Advocate      | Філіп Моєз               |
| 1999 | ф  |                           | Pros & Cons               | Кайл Петтібон            |
| 1999 | ф  | Правила виноробів         | The Cider House Rules     | Артур Роуз               |
| 2000 | ф  | Книга зірок               | The Book of Stars         | професор                 |
| 2000 | ф  | Викрасти за 60 секунд     | Gone in Sixty Seconds     | детектив Роланд Кастлбек |
| 2000 | ф  | Ромео повинен померти     | Romeo Must Die            | Ісаак О'Дей              |
| 2001 | ф  | Протистояння              | The One                   | агент Гаррі Рудекер      |
| 2001 | ф  | Грабіж                    | Heist                     | Боббі Блейн              |
| 2001 | ф  | Останній замок            | The Last Castle           | генерал Вілер            |
| 2003 | ф  | Земне ядро: Кидок у пекло | The Core                  | доктор Едвард Бразелтон  |
| 2003 | ф  | Дивовижне забуття         | Wondrous Oblivion         | Денніс Самуель           |
| 2005 | ф  | Доміно                    | Domino                    | Клермонт Вільямс         |
| 2005 | ф  | Сахара                    | Sahara                    | агент ЦРУ Карл           |
| 2007 | ф  | Цього Різдва              | This Christmas            | Джо Блек                 |
| 2009 | мф | Вперед і вгору            | Up                        | Бета (голос)             |
| 2011 | ф  | Великий вибух             | The Big Bang              | детектив Скірс           |
| 2014 | ф  | Цимбелін                  | Cymbeline                 | Беларіус                 |
| 2015 | ф  | Ти віриш?                 | Do You Believe?           | Малахія                  |
| 2015 | ф  | На гребені хвилі          | Point Break               | агент Голл               |
| 2017 | ф  | Батл-Крік                 | Battlecreek               | Артур                    |
| 2018 | ф  | Зловмисний                | Malicious                 | доктор Кларк             |
| 2020 | ф  | П'ятеро однієї крові      | Da 5 Bloods               | Пол                      |
| 2021 | ф  | Гірка помста              | The Harder They Fall      | Басс Рівз                |
| 2025 | ф  | Грішники                  | Sinners                   | Дельта Слім              |
| 2025 | ф  | Блейд: Вбивця вампірів    | Blade, the Vampire Slayer |                          |

### Телебачення
| Рік       |    | Українська назва                    | Оригінальна назва                 | Роль                                                                  |
| --------- | -- | ----------------------------------- | --------------------------------- | --------------------------------------------------------------------- |
| 1987      | с  | Красуня і Чудовисько                | Beauty And The Beast              | Ісаак Стаббс (2 серії)                                                |
| 1989      | с  | Чоловік на ім'я Яструб              | A Man Called Hawk                 | Марк Слейтер (серія «Вендетта»)                                       |
| 1989      | тф | Ідеальний свідок                    | Perfect Witness                   | Бергер                                                                |
| 1991      | с  | Проти закону                        | Against the Law                   | Бен (серія «Упс»)                                                     |
| 1996      | тф | Душа гри                            | Soul of the Game                  | Сетчел Пейдж                                                          |
| 1997      | тф | Вперше злочинець                    | First Time Felon                  | Калхун                                                                |
| 1998      | тф | Слава і честь                       | Glory & Honor                     | Метью Генсон                                                          |
| 2002      | мс | Сімпсони                            | The Simpsons                      | Габріель (серія «Скандал у сім’ї»)                                    |
| 2005      | тф |                                     | Lackawanna Blues                  | пан Луціос                                                            |
| 2006—2007 | с  | Викрадений                          | Kidnapped                         | Латімер (15 серій)                                                    |
| 2009      | с  | Закон і порядок: Спеціальний корпус | Law & Order: Special Victims Unit | детектив Віктор Моран (серія «Багаж»)                                 |
| 2009      | с  | Милосердя                           | Mercy                             | доктор Альфред Паркс (серія «Чи можемо ми отримати цей напій зараз?») |
| 2011      | с  | Влада закону                        | The Chicago Code                  | Олдермен Ронін Гіббонс (11 серій)                                     |
| 2013      | мс | Робоцип                             | Robot Chicken                     | Дурний Смурф / Касир Скорпіона (серія «Вирізка до аорти»)             |
| 2014      | с  | Вір                                 | Believe                           | доктор Мілтон Вінтер (13 серій)                                       |
| 2015      | с  | Кров та нафта                       | Blood and Oil                     | шериф Тип Гемілтон (10 серій)                                         |
| 2017—2021 | с  | Хороша боротьба                     | The Good Fight                    | Адріан Боузман (40 серій)                                             |
| 2017      | с  | Це — ми                             | This Is Us                        | суддя Ернест Бредлі (серія «Найбільш розчарований чоловік»)           |
|           | с  |                                     | Anansi Boys                       | Анансі                                                                |